# Мочищенська
Мочи́щенська (рос. Мочищенская) — присілок у складі Гаринського міського округу Свердловської області.
Населення — 5 осіб (2010, 5 у 2002).
Національний склад населення станом на 2002 рік: росіяни — 100 %.